# Puʻu Honuaʻula
Le Puʻu Honuaʻula, toponyme hawaïen qui signifie littéralement en français « refuge de l'endroit rouge », est un cône volcanique des États-Unis situé à Hawaï, sur les pentes du Kīlauea. À ses pieds se trouve la centrale géothermique de Pahoa.

## Géographie
Le Puʻu Honuaʻula est situé aux États-Unis, dans le Sud-Est de l'archipel, de l'île et de l'État d'Hawaï. Administrativement, il fait partie du district de Puna du comté d'Hawaï. Il est entouré par le monument d'État de Lava Tree et la réserve forestière d'État de Nanawale au nord-ouest ainsi que la centrale géothermique de Pahoa immédiatement au pied de son flanc méridional et le cône volcanique du Puʻu Pilau plus loin au sud. En direction du sud et du nord-est s'étendent des coulées de lave datant de 1955.
Il se présente sous la forme d'un cône volcanique en fer à cheval ouvert vers le sud s'élevant à une cinquantaine de mètres au-dessus des terrains environnants et culminant à 259 mètres d'altitude sur son rebord occidental,. Un petit cône volcanique secondaire se trouve juste à côté en direction du sud-ouest. La forêt tropicale couvrent ces deux collines. Entre les deux cônes passe une petite route menant à la centrale géothermique de Pahoa dont les installations s'étendent contre le cône.

## Histoire
Le Puʻu Honuaʻula s'est formé vers 1610 avec une incertitude de 50 ans au cours d'une éruption d'indice d'explosivité volcanique de 1 et qui a donné naissance à des coulées de lave.
La centrale géothermique, qui a commencé son exploitation en juillet 1981, est propriétaire du Puʻu Honuaʻula,.